# Android 13
Android 13 es la decimotercera versión principal y la vigésima versión general del sistema operativo móvil Android, desarrollado por Open Handset Alliance y liderado por Google. Su nombre en clave interno durante el desarrollo fue Tiramisu.

Logotipo de la versión preliminar para desarrolladores de Android 13

## Desarrollo
Android 13 fue anunciado oficialmente en febrero de 2022 con el lanzamiento de la primera versión preliminar para desarrolladores. Durante su desarrollo, Google puso especial énfasis en la personalización, la seguridad y la interoperabilidad con otros dispositivos del ecosistema.
Entre las novedades destacadas se incluye la evolución del lenguaje de diseño Material You, que permite personalizar de forma más amplia la interfaz gráfica, incluyendo iconos, colores y ajustes temáticos adaptados a cada aplicación.  
También incorpora mejoras de privacidad, como permisos más específicos para el acceso a fotos y vídeos, controles de notificaciones más precisos y ajustes de idioma independientes por aplicación.

## Cronología de versiones
- 10 de febrero de 2022: Primera vista previa para desarrolladores (Developer Preview 1).[5]
- 17 de marzo de 2022: Developer Preview 2, con mejoras en gestión de notificaciones.[6]
- 26 de abril de 2022: Beta 1.[7]
- 11 de mayo de 2022: Beta 2, presentada en Google I/O.
- 8 de junio de 2022: Beta 3.
- 13 de julio de 2022: Beta 4.
- 15 de agosto de 2022: Versión estable pública.

## Características principales
- **Permisos granulares para contenido multimedia:** las aplicaciones deben solicitar permisos separados para fotos, vídeos y audio.
- **Configuración de idioma por aplicación:** permite asignar idiomas diferentes a apps específicas.
- **Mejoras en Material You:** ampliación de paletas de colores y adaptación de iconos.
- **Optimización para tablets y dispositivos plegables.**
- **Mejoras de audio:** soporte para Bluetooth LE Audio y códec LC3.
- **Mayor interoperabilidad con Chromebooks y dispositivos Wear OS.**